# Serethor
Serethor je bila egipatska kraljica supruga iz 1. dinastije, jedna od žena faraona Dena, te je s njim pokopana u Umm el-Qa'abu, gdje joj je ime zapisano na steli. Naslovi su joj bili "Ona koja gleda Horusa" i "Ona koja nosi Seta".